# Dinastia Iulio-Claudiană
Dinastia Iulio-Claudiană se referă la cinci împărați romani: Augustus, Tiberius, Caligula (cunoscut și ca Gaius), Claudius și Nero sau la familia din care au făcut parte. Aceștia au condus Imperiul Roman din a doua jumătate a secolului I î.Hr. până în anul 68 d.Hr., când ultimul împărat al acestei dinastii, Nero, s-a sinucis. 